# Petrosedum anopetalum
Petrosedum anopetalum är en fetbladsväxtart som först beskrevs av Dc., och fick sitt nu gällande namn av V. Grulich. Petrosedum anopetalum ingår i släktet Petrosedum och familjen fetbladsväxter. Inga underarter finns listade i Catalogue of Life.